# شیوه کورینتی

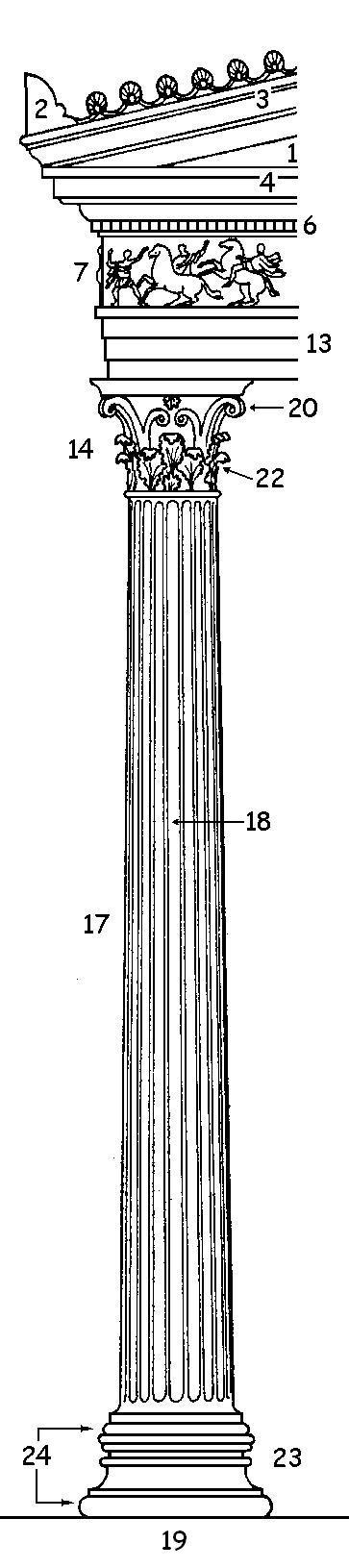
معماری شیوه کورینتی.

شیوه کورینتی یا (به انگلیسی: Corinthian order) یا شیوه قُرِنتی شیوه‌ای اولیه از معماری کلاسیک یونانی و رومی بود. این شیوه در اواخر سده پنجم توسط کالیماخوس ابداع و به کار گرفته شد، و منسوب است به ناحیه کورینت در جنوب شرقی بخش مرکزی یونان. ویژگی آن سرستونی به شکل کاسه زنگ رو به بالا، با آرایش برگ کنگری به گرد آن است. ستون کورینتی ابتدا با امساک تنها در درون‌خانه پرستشگاه‌ها یا بناهای عمومی به کار می‌رفت، ولی حدود ۳۰۰ ق م به بعد در ستون‌کاری بیرونی ساختمان نیز مورد استفاده قرار گرفت. میله‌ستون ایونیایی، از روی پایه ستون تا زیر سرستون به یک میزان بالا می‌رود.